# Футурама
„Футурама“ (на английски: Futurama) е американски анимационен научнофантастичен ситком, по телевизиите Фокс Бродкастинг Къмпани и Комеди Сентрал излъчван от 1999 до 2013 г. Създател на сериала е Мат Грьонинг, който разработва продукта заедно с Дейвид Х. Коен. През 2023 г. сериалът се завръща с нов сезон и се излъчва в платформата Hulu.
Главен персонаж в шоуто е Филип Дж. Фрай, 25-годишен разносвач на пици в Ню Йорк, чийто живот е в пълен застой. Неочаквано в последните секунди на 31 декември 1999 г. той попада без да иска в криогенна камера и бива замразен за 1000 години. В новото хилядолетие той си намира работа отново като разносвач, но този път във футуристичната фирма „Планет Експрес“, която пренася пратки до всички пет квадранта на Вселената.
Сериалът хрумва на Грьонинг още в средата на 90-те, докато работи по „Семейство Симпсън“. По-късно споделя идеята си с Коен, който развива сюжета и персонажите, като се готви да ги представи пред FOX. Продуктът тръгва по телевизията през 1999 и след 4 сезона, финансирането и разработката са спрени в 2003 г. Повторение на шоуто започват да се излъчват по Cartoon Network, като част от блока за възрастни Adult Swim, от 2002 г. до 2007 г., когато изтича договора на канала. След много успешните продажби на DVD и високи рейтинг от повторенията, биват създадени 4 пълнометражни филма по сериала, последния от които е пуснат 2009.
През 2008 г. Comedy Central сключва споразумение с 20th Century Fox Television да излъчи филмите, като ги раздели на 13 половинчасови епизода, което се приема за пети сезон на шоуто. Следващата година каналът закупува правата за излъчване от 20th Century Fox и спонсорира два нови сезона, показани от 2010 г. до 2013 г. Последният епизод на „Футурама“ е излъчен на 4 септември 2013 г. Грьонинг заявява, че ще опита да продължи продукта в нов канал, докато Коен е категоричен, че сериалът е завършен.
По време на съществуването си „Футурама“ получава одобрения от критиката. Шоуто е номинирано за 17 награди „Ани“ и 12 награди „Еми“, печелейки седем от първите и шест от вторите. В номинациите попадат също: четири награди на „Гилдията на американските писатели“, като печели две от тях, и „Небюла“. Три поредни пъти сериала е удостоен с Environmental Media Awards „Футурама“ получа мърчендайз продукция, включваща: поредица от комикс книги и видео игри, календари, дрехи и фигурки. През 2013 г. TV Guide поставя шоуто в класацията 60 Greatest TV Cartoons of All Time.

## „Футурама“ в България
В България премиерата е на 4 декември 2012 г. по Fox. Излъчва всеки делничен ден от 20:35, повторенията са всеки делничен ден от 9:40, събота от 10:05 (по два епизода) и неделя от 9:40 (по три епизода). Втори сезон започва на 10 септември 2013 г., от понеделник до петък от 18:55 с повторение от 8:35. Дублажът е на Андарта Студио. Ролите се озвучават от артистите Милица Гладнишка в първи сезон, Златина Тасева от втори, Мина Костова, Живко Джуранов, Явор Караиванов и Здравко Димитров.